# Twin Star Exorcists
Twin Star Exorcists (双星の陰陽師, Sōsei no Onmyōji) est un shōnen manga écrit et dessiné par Yoshiaki Sukeno, notamment auteur de Bimbogami ga!. Il est prépublié depuis novembre 2013 dans le magazine mensuel Jump Square de l'éditeur Shūeisha, et trente-cinq tomes sont sortis en décembre 2024. La version française est éditée par Kazé le 6 mai 2015 au 1er octobre 2022 et Crunchyroll depuis le 1er octobre 2022, et trente tomes sont sortis en décembre 2023.
Une adaptation en anime produite par le studio Pierrot est diffusée entre avril 2016 et mars 2017 sur TV Tokyo au Japon et en simulcast sur Crunchyroll dans les pays francophones.

## Synopsis
Dans le monde, les péchés de l'humanité se transforment en monstres : les « Impurs ». Au Japon, le jeune Rokuro tente de trouver une activité qu'il pourrait pratiquer mais ne semble être doué que pour l'exorcisme, chose dont il ne veut plus entendre parler depuis la tragédie qui a touché son dortoir deux ans auparavant. Un jour, en rencontrant une jeune fille de son âge nommée Benio Adashino, Rokuro se retrouve emporté de nouveau et malgré lui, dans l'exorcisme. Arima Tsuchimikado, le chef des Onmyôji, prédit à Rokuro et à Benio, qu'ils sont les « Onmyôji des Étoiles Jumelles » et que leur destin est de faire naître le Miko, un être pur issu de leur union, qui viendra mettre fin aux combats contre les Impurs et apporter une paix définitive au monde .

## Personnages

### Onmyôji des Étoiles Jumelles
Les Onmyôji des Étoiles Jumelles est le titre donné à deux Onmyôji aux grands pouvoirs (un garçon et une fille) et ayant pour mission de se marier et de donner naissance au Miko, l'Onmyôji le plus fort qui existe et la réincarnation du légendaire Onmyôji Abe no Seimei. Ils possèdent un pouvoir spécial, utilisable à deux, se nommant "Résonance" permettant de nombreux miracles. Une autre caractéristique des Étoiles Jumelles est qu'ils n'ont pas de gardiens magiques à proprement parler, ils tirent leur pouvoir de l'énergie qui les entoure et ont ainsi un potentiel illimité.
Rokuro Enmadô (焔魔堂 ろくろ, Enmadō Rokuro)
Voix japonaise : Natsuki Hanae
Rokuro est le héros principal de Twin Star Exorcists. Âgé de 14 ans du tome 1 au début du tome 5 et de 16 ans depuis la fin du tome 5, il est l'unique survivant de la tragédie de Hiinatsuki survenue deux ans auparavant ce qui lui fit arrêter et détester l'exorcisme. Bien qu'étant inutile au point de se demander "Qu'est-ce qu'il y a de bien chez lui ?", Rokuro est considéré comme étant l'Onmyôji le plus fort de l'Est du Japon. Grâce à Benio, il décide de redevenir un Onmyôji. Son gardien magique serait Abe no Seimei, ce qui est contradictoire avec le fait que celui-ci est censé être le gardien du Miko. Il a été découvert enfant à Magano par Seigen, il était alors amnésique et a été placé au dortoir Hiinatsuki. Il fait appel plusieurs fois, malgré lui, à une étonnante capacité, apparemment liée à son gardien, qui le rend surpuissant mais qui lui fait oublier tout ce qu'il fait lorsqu'il l'utilise.
Benio Adashino (化野 紅緒, Adashino Benio)
Voix japonaise : Megumi Han
Benio est l'héroïne principale de Twin Star Exorcists. Âgée de 14 ans du tome 1 au début du tome 5 et de 16 ans depuis la fin du tome 5, elle est d'une famille réputée comptant plusieurs Onmyôji célèbres. Orpheline à la suite d'une attaque d'un Basara, elle souhaite venger la mort de ses parents. Elle a perdu son grand frère jumeau dans la tragédie du dortoir Hiinatsuki. Benio est considérée comme étant la plus forte de l'Ouest du Japon. Elle excelle en matière de vitesse et adore les ohagi. Son gardien magique est Ashiya Dōman, le rival d'Abe no Seimei. Elle active une fois, lors d'une situation désepérée, une forme surpuissante la faisant beaucoup ressembler à un Basara, elle ne se souvient pas de ce moment et perd ses pouvoirs peu après cela. Elle part plus à la recherche de Chinu, le premier Basara, avec l'aide de Kamui afin de récupérer ses pouvoirs magiques. Depuis le chapitre 86, elle se fait appeler Benio Enmadô à la suite de leur mariage.

### Onmyôji
Arima Tsuchimikado (土御門 有馬, Tsuchimikado Arima)
Voix japonaise : Daisuke Namikawa
Arima est le chef des Onmyôji. C'est celui qui a donné le titre de "Onmyôji des Étoiles Jumelles" à Rokuro et Benio pour que ceux-ci donnent naissance au "Miko". Souvent exubérant, Rokuro l'appelle "calecif-man" parce que la première fois qu'il l'a vu, ce dernier se cachait dans le jardin de la pension Seika après avoir séduit la copine d'un chef Yakuza, il était alors uniquement vêtu d'un caleçon. Il est résolu à ce que le conflit opposant les Onmyôji aux Impurs s'achèvent de son vivant, on dit d'ailleurs qu'il n'hésiterait pas a sacrifier tous les Onmyôji si cela pouvait permettre la victoire de cette guerre millénaire et la destruction des Impurs. Sa réelle motivation pour mettre fin à la guerre entre Impurs et Onmyôji est une promesse faite à sa femme, Mana, alors qu'elle était sur son lit de mort de créer un monde dans lequel Arimori n'aurait pas à combattre.
Zenkichi Otomi (音海 善吉, Otomi Zenkichi)
Voix japonaise : Susumu Akagi
Zenkichi Otomi est l'ex beau-père de Seigen et le grand-père de Mayura. C'est le chef de la pension Seika où est allé Rokuro après la tragédie de Hiinatsuki. Il s'occupait également de la pension Hiinatsuki avant que cette dernière ne soit victime de sa tragédie.
Ryôgo Nagitsuji (椥辻 亮悟, Nagitsuji Ryōgo)
Voix japonaise : Tomoaki Maeno
Ami d'enfance de Rokuro, il le considère comme son petit frère. Ryôgo a aussi grandi au dortoir Hiinatsuki mais est parti vivre ailleurs avant la tragédie. Comme Rokuro, il a lui aussi refusé de devenir Onmyôji, il a été placé au dortoir Hiinatsuki après que Zenkichi Otomi l'ait récupéré à la suite du massacre de sa famille par des Impurs, ce qui l'a traumatisé. Lorsque Rokuro arrive au dortoir, Zenkichi et Seigen décident de charger Ryôgo de s'occuper de lui, ce qui rapprochera les deux garçons et finira par encourager Ryôgo à devenir Onmyôji.
Saki Adashino (化野 沙貴, Adashino Saki)
Voix japonaise : Tomomi Takemura
Elle était la mère de Benio et Yûto, et la cheffe de la famille Adashino.
Hyôga Adashino (化野 豹牙, Adashino Hyōga)
Voix japonaise : Eiji Takeuchi
Il était le père de Benio et Yûto. À l'instar de sa fille il semblait adorer les ohagi et n'aimait pas la nourriture épicée.
Atsushi Sukumozuka (額塚 篤, Sukumozuka Atsushi)
Voix japonaise : Taishi Murata
Il est très ouvert et joyeux par nature.
Shinnosuke Kuzaki (国崎 慎之助, Kuzaki Shinnosuke)
Voix japonaise : Daiki Yamashita
Il est sérieux et va loin dans ses propos.
Sayo Ikaruga (斑鳩 小夜, Ikaruga Sayo)
C'est la "sœur" de Shimon Ikaruga. En vérité elle fait partie de la branche principale de la famille Ikaruga alors que lui fait partie d'une branche dérivée. Il la surnomme "petite puce" (ちい子, Chii ko). Elle est l'hôte de Kuzunoha et de ses 48 gardiens, ce qui fait que son espérance de vie en est considérablement réduite. Elle espère pouvoir battre Benio dans la séduction de Rokuro. Elle se fit enlever par les Basara Hijirimaru et Higano, quatrième et neuvième au classement, afin de prendre possession des pouvoirs de Kuzunoha avant d'être secourue par Shimon, Mayura, Rokuro et Benio.
Arimori Tsuchimikado (土御門 有主, Tsuchimikado Arimori)
C'est le fils unique de Arima Tsuchimikado. Il étudiait à l'institut Seiyô dans la classe 10, la dernière. Il n'a pas une apparence très virile, si bien que lors de leur première rencontre Rokuro lui demande s'il est une fille. Il est également très pudique, contrairement à son père. Très doué pour son âge, il souffre néanmoins du fait qu'on le dénigre car malgré ses capacités il n'a pas l'air aussi doué que devrait l'être l'héritier des Tsuchimikado. Il idolâtre son père dont il voudrait attirer l'attention, ce dernier l'ignorant et le méprisant depuis la mort de Mana Tsuchimikado, la mère d'Arimori. On l'appelle aussi par son surnom, "Arisu". Après l'arrivée de Rokuro, et lorsque ce dernier prend possession de l'ancien domaine des Adashino, Arimori veut d'abord emménager dans le nouveau domaine Enmadô pour attirer l'attention de son père avant de décider de s'affilier à Rokuro et d'aider notamment ce dernier à s'améliorer et à apprendre à créer et contrôler un shikigami.
Shizuru Ioroi (五百蔵 志鶴, Ioroi Shizuru)
Elle est la quatrième des neuf enfants de Narumi Ioroi ainsi que la fille cadette. Elle est connue pour son tempérament très masculin (utilisant "俺, ore" en japonais, manière de dire "je" utilisée par les adolescents), elle est également la camarade de chambre de Mayura à l'internat de l'institut Seiyô. Selon elle, les femmes ont autant le droit d'aller au combat que les hommes et ne sont pas que bonne à attendre le retour de ceux-ci à la maison. Elle a une cicatrice sur le front causée par un Impur lorsqu'elle était plus jeune, cicatrice qui est restée car les soins ont été prodigués trop tard et du miasme était présent dans celle-ci. Elle  fit la promesse à son père de devenir la plus puissante femme Onmyôji dépassant même Subaru Mitejima, Mayura Amawaka ou Benio Adashino.

### Autres
Mayura Otomi (音海 繭良, Otomi Mayura)
Voix japonaise : Yū Serizawa
Fille de Seigen Amawaka et Yukari Otomi, elle est également la petite fille de l'ancien. Mayura est l'amie d'enfance et camarade de classe de Rokuro. Elle se distingue des autres filles de son âge par le fait que sa poitrine est très développée pour son âge. Elle a un grand potentiel d'exorciste, mais son père a décidé de ne pas l'entraîner à devenir exorciste, néanmoins elle porte toujours sur elle un charme destiné à éloigner les Impurs que son pouvoir inexploité attire. Elle décide de devenir un Onmyôji après la bataille contre Yûto. Elle finit lors de son combat contre Higano par hériter du pouvoir de "Byakko" et en devient officiellement le Général Céleste après le tournoi Hadarae en devenant la nouvelle cheffe des Amawaka.
Abe no Seimei (安倍晴明, Abe no Seimei)
Onmyôji légendaire ayant vécu 1000 ans avant l'histoire. Il est considéré comme le plus fort Onmyôji n'ayant jamais existé et le Miko, la progéniture des Étoiles Jumelles, doit être sa réincarnation. On apprend plus tard qu'Abe no Seimei est en réalité une fille à l'apparence enfantine. Elle a créé Magano afin d'y enfermer le Roi de la Souillure et de le vaincre, mais elle se fit posséder par celui-ci et décida de sacrifier son corps pour emprisonner le Roi de la Souillure. Elle est toujours en vie au fond de Magano et serait la mère de Rokuro.
Ashiya Dōman (蘆屋 道満, Ashiya Dōman)
Cet ancien Onmyôji était autrefois le rival d'Abe no Seimei. Lorsque les anciens Onmyôji projetèrent de détruire le Roi de la souillure, il avança avec d'autres membres de son école qu'il était peu probable qu'on réussisse en utilisant uniquement le pouvoir du Yang. Avec ses camarades il expérimenta sur de nombreux humains pour parvenir a maîtriser le même pouvoir que celui de leur ennemi, qu'il appela le Yin. Pour donner naissance au Miko, qui unirait à la fois les pouvoirs du Yin et du Yang, il décida de tenter de créer un réceptacle au pouvoir Yin, ce qui amena à la création des premiers impurs. Il semble être encore vivant, disant à Benio lorsqu'il la rencontre qu'il l'attendra sur la terre de l'abîme, ce que Seimei avait également dit à Rokuro lors de leur rencontre. D'ailleurs Kaguya, lors de son combat contre Kamui, lui rappelle que leurs objectifs sont de quitter Magano mais également de tuer Abe no Seimei ainsi qu'Ashiya Dōman, leur créateur, qu'ils semblent ne pas porter dans leur cœur. Il est également l'ancêtre de Benio et Yuto.
Yukari Otomi (音海 紫, Otomi Yukari)
Voix japonaise : Misako Tomioka
Elle a 43 ans et est la mère de Mayura et la fille de l'ancien. Seigen est son ex-époux. Quand elle ouvre ses yeux, elle déploie des pouvoirs magiques très puissant. Elle apparaît souvent dans les bonus où elle est perçue comme une des rares personnes pouvant effrayer Seigen, ce dernier ne la regardant pas dans les yeux lors des bonus du tome 9 où ils discutent après l'affrontement entre leur fille et le Basara Higano.
Kinu Furusato (生琉里 絹, Furusato Kinu)
Voix japonaise : Masako Isobe
Vieille nourrice de Benio. Elle est au service de Benio depuis la mort de ses parents, et ne supporte pas Rokuro à cause de son comportement « pervers » envers sa protégée au début de l'histoire, elle supporte encore moins le fait que Benio et Rokuro soient censés se marier pour donner naissance au Miko.
Kinako (きなこ, Kinako)
Voix japonaise : Jun Fukuyama
Personnage apparaissant uniquement dans l'anime d'abord. Il s'agit du Shikigami de Benio qu'il prévient toujours quand des Impurs sont dans les parages. Il finit par apparaître dans le chapitre 36. Dans le manga il est resté dans la résidence des Adashino après le décès des parents de Yuto et Benio, et a fini par être la seule personne à protéger la maison des tentatives de démolitions qui ont eu lieu après la déchéance des Adashino à la suite de la révélation des agissements de Yuto, cette dernière provoquant le départ de tous les membres de la maisonnée. Au départ, il n'apprécie pas Rokuro, le traitant de morveux et n'hésitant pas à le brutaliser, mais il finit par changer d'état d'esprit lorsque Rokuro décide de prendre possession de l'ancien domaine des Adashino pour le protéger et le restaurer.
Sae (さえ, Sae)
Voix japonaise : Hitomi Sasaki
Personnage apparaissant uniquement dans l'anime. Il s'agit d'une fillette trouvée dans Magano par Rokuro et les autres. Elle vit avec Rokuro et Benio et appelle Rokuro "Papa".

### Douze Généraux Célestes
Les Douze Généraux Célestes sont des titres donnés à douze puissants Onmyôji qui se chargent de veiller sur l'équilibre mondial, sous les ordres d'Arima Tsuchimikado. Chacun d'entre eux dispose d'un gardien magique qui était autrefois l'un des douze shikigamis d'Abe no Seimei. Les gardiens magiques de ces douze personnes se transmettent dans une même famille, ces dernières disposant donc d'une influence énorme dans les affaires de l'île de Tsuchimikado. La transmission du titre de général céleste varie selon les familles et les gardiens, par exemple le titre est remis à la suite d'une épreuve cruelle chez les Unomiya alors que chez les Ikaruga ou les Amawaka le gardien décide de lui-même qui sera son prochain maître, comme par exemple avec Shimon Ikaruga qui hérite du titre alors qu'il n'est que le neveu et fils adoptif du précédent Suzaku ou Seigen qui hérite du titre à la place de son père.
Seigen Amawaka (天若 清弦, Amawaka Seigen)
Voix japonaise : Junichi Suwabe
dit "Byakko" (白虎, Byakko). Seigen est le maître de Rokuro et de Ryôgo, ainsi que le père de Mayura et le mentor de Shimon Ikaruga. Yukari est son ex-épouse. Il ne fait plus partie des Douze Généraux depuis qu'il a combattu Yūto Ijika et perdu son bras droit au cours du combat. Il se montre souvent autoritaire, n'hésitant pas à effrayer les autres et faisant subir des entraînements spartiates à ses disciples, ce qui peut les traumatiser comme ce fût le cas de Rokuro et Ryôgo. Après la perte de son statut de général céleste il semble s'installer chez les Otomi où Shimon vient le voir, il supervise également l'entraînement de Mayura pendant les deux années suivant la réapparition de Yûto.
Arata Inanaki (嗎 新, Inanaki Arata)
Voix japonaise : Kōsuke Toriumi
dit "Taijô" (太常, Taijō). Il apparaît dans le tome cinq pour affronter Yūto Ijika, mais Rokuro et Benio s'en seront déjà occupés. Il garde les yeux constamment fermés, et est un grand fan de mangas shojos. Il utilise comme outils un livre qui lui permet d'appliquer des revêtements magiques ou des sorts de renforcement sur ses alliés. Il a deux Shikigamis qu'il utilise au combat... et qui ont l'apparence de magical girl.
Miku Zeze (膳所美玖, Zeze Miku)
Voix japonaise : Yui Ogura
dite "Daion" (大陰, Daion). Elle arrive en même temps qu'Arata, Kankurô et Shimon. Grincheuse, elle est la plus vieille parmi les douze généraux célestes et, son passe-temps favori est de tricoter des poupées. Malgré son âge elle a un corps qui paraît enfantin comparé aux autres personnages féminins. Elle est proche de Sakura Sada, ayant juré à son père de veiller sur elle. Elle combat à l'aide de poupées qu'elle agrandit et anime par magie grâce à une flûte. Autrefois mariée, elle n'a cependant jamais réussi à avoir d'enfant, ce qui l'a profondément marquée, elle a ensuite reportée son affection sur Sakura, la fille de son meilleur ami pour lequel elle éprouvait des sentiments.
Kankurô Mitosaka (水度坂 勘久郎, Mitosaka Kankurō)
Voix japonaise : Yūichi Nakamura
dit "Seiryû" (青竜, Seiryū). Il apparaît lui aussi dans le tome cinq. C'est un spécialiste en médécine parmi les douze généraux célestes. Il porte constamment un masque de protection FFP qui dissimule son visage et sa bouche. Le pouvoir de son gardien magique lui permet de se doter de griffes extrêmement tranchantes sur les bras et d'allonger ces derniers à volonté sur une limite située entre 200 et 300 mètres. Auparavant il se chargeait d'une classe spéciale de rééducation à l'hôpital de l'île de Tsuchimikado pour les jeunes Onmyôji, et utilisait un puissant pouvoir venant de son gardien magique qu'il pouvait employer avec sa bouche. Par la suite, on apprendra son douloureux passé...
Shimon Ikaruga (斑鳩 士門, Ikaruga Shimon)
Voix japonaise : Kaito Ishikawa
dit "Suzaku" (朱雀, Suzaku). Il souffre de naupathie et de mal de transport, à un tel point qu'il préfère voler grâce à un sort plutôt que de monter dans un véhicule. C'est un rival de Rokuro et un disciple de Seigen. Comme Rokuro, il désire mettre un terme à la guerre qui oppose les Onmyôji aux Impurs pour le bien de sa petite sœur, Sayo Ikaruga, qui est l'hôte d'un puissant gardien magique dont la puissance use son corps et réduit son espérance de vie. Après la période de deux ans qui suit le premier affrontement avec Yuto, il vient évaluer les progrès de Rokuro et Benio et finit par se rapprocher d'eux ainsi que de Mayura qu'il aide à s'entraîner.
Narumi Ioroi (五百蔵 鳴海, Ioroi Narumi)
Voix japonaise : Masaya Takatsuka
dit "Kôchin" (勾陳, Kōchin). Il semble assez vieux et fait preuve d'une grande confiance envers ses proches. Il a une famille nombreuse de neuf enfants. Il est spécialisé dans la défense et le soutien, les pouvoirs qu'il utilise et qui sont utilisés par les autres combattants de sa famille étant lié à la terre. Il fait partie de la même génération que Arima Tsuchimikado, Seigen Amawaka et Arata Inanaki. Autrefois il était considéré comme "faible" car il avait du mal à contrôler son pouvoir magique, puis il s'est beaucoup entraîné dans sa jeunesse jusqu'à devenir plus fort, notamment pour impressionner sa future femme qu'il a épousé malgré l'avis de la famille de cette dernière car elle venait d'une lignée peu pourvue en pouvoir magique. C'est un homme très expressif et très chaleureux.
Sakura Sada (蹉跎 桜, Sada Sakura)
Voix japonaise : Lynn
dite "Rikugô" (六合, Rikugō). Comme son père décédé, elle a hérité d'un grand ton et d'un esprit chaud bouillant. Dans sa famille les âmes des précédents Rikugô deviennent les gardiens magiques du nouveau Général Céleste à leur mort, ce qui fait qu'elle compte 40 gardiens magiques, dont son père, étant la 41e Générale Céleste héritant de Rikugô. Elle est très proche de Miku Zeze, qui avait promis à son père de veiller sur elle, et désire venger la mort de son père en tuant le Basara Gabura, le meurtrier de Tsubaki Sada.
Cordelia Kasukami (勝神 コーデリア, Kasukami Kōderia)
Voix japonaise : Kiyono Yasuno
dite "Tenkû" (天空, Tenkū). Elle a des mains robotiques, et ne parle que grâce à un émetteur qui ne prononce que des mots d'une phrase. Son apparence et sa façon de se comporter font qu'on la prend souvent pour un robot. Son revêtement magique ressemble à un énorme robot de combat qui se déploie autour d'elle et doit être activé par trois de ses affiliés.
Tatara (鈩, Tatara)
Voix japonaise : Takuma Terashima
dit "Tôda" (騰蛇, Tōda). C'est un Shikigami, le plus funeste parmi les Douze Généraux Célestes. Il voue une grande haine envers le Basara Kuranashi qui avait massacré toute sa tribu 600 ans auparavant. En règle générale il ne s'exprime jamais par des sons mais utilise le voile qui couvre son visage pour afficher différents émojis afin d'afficher son humeur, il peut également afficher des kanjis. Sur l'île de Tsuchimikado il s'occupe de punir les Omnyôji qui s'affrontent en utilisant des outils magiques. Il se nourrit de croûtes de pain qu'il transporte dans un sac plastique sur lui. Il ne montre pas ses pouvoirs, mais on peut penser qu'il peut plonger ses adversaires dans de terribles illusions, il est d'ailleurs considéré comme le plus terrible des onmyôji, mais dans le mauvais sens du terme.
Subaru Mitejima (御幣島 すばる, Mitejima Subaru)
Voix japonaise : Miyuki Sawashiro
dite "Tenkô" (天后, Tenkō). Très belle et surtout mystérieuse, elle garde toujours un sourire et perd rarement son sang-froid. Elle s'est occupée de Benio lorsque cette dernière a perdu ses parents toute jeune. Après son affrontement avec Mayura lors du tournoi du château Hadarae, elle décide de la prendre sous son aile et de l'entraîner personnellement. Son pouvoir, qui agit sur l'eau, consiste à matérialiser divers armes de tirs, des armes à feu jusqu'aux missiles.
Tenma Unomiya (鸕宮 天馬, Unomiya Tenma)
Voix japonaise : Hiro Shimono
dit "Kijin" (貴人, Kijin). C'est le plus puissant des Généraux Célestes. Grand amateur de dangos, c'est aussi l'un des Onmyôji les plus influents de l'île de Tsuchimikado, il est d'ailleurs en possession de certaines informations gardées secrètes par Arima Tsuchimikado et Tatara. Il est le plus jeune des Généraux Célèstes et est considéré comme l'Omnyôji le plus puissant qui existe, son clan étant également le plus important parmi les douze familles de généraux célestes. Dans sa famille, le titre de Général Céleste est transmis par une tradition assez barbare: tous les candidats au poste de chef de la famille, et donc potentiels héritiers du Kijin, sont désignés par une marque en forme de scolopendre qui apparaît sur leur corps lorsque le moment de désigner un nouveau Général Céleste est venu, ils sont ensuite tous amenés sur une petite île appartenant aux Unomiya et doivent s'y entretuer, le survivant étant d'office désigné comme nouveau Général Céleste. Tenma a la particularité de ne jamais utiliser d'incantations lorsqu'il utilise ses pouvoirs d'Onmyôji.
Kengo Ujii (雲林院 憲剛, Ujii Kengo)
Voix japonaise : Katsuyuki Konishi
dit "Genbu" (玄武, Genbu), c'est l'ami d'enfance de Kankurô. Sa famille est l'experte en barrières magiques de l'Île de Tsuchimikado, ce sont eux qui sont chargés d'empêcher les Impurs de briser la frontière entre Magano et le monde réel. Il adore le principe du temps et de l'argent. Son pouvoir lui permet de créer des "carapaces", suspendues dans les airs, qu'il peut utiliser comme boucliers ou pour accélérer un projectile qui rebondit plusieurs fois dessus.

### Antagonistes
Yûto Ijika (石鏡 悠斗, Ijika Yūto)
Voix japonaise : Ayumu Murase
Yûto Ijika est l'antagoniste principal du manga. Né Adashino, c'est le grand frère jumeau de Benio. Après la mort de ses parents, il changea de nom de famille et s'installa au dortoir Hiinatsuki. Alors qu'il faisait la personne gentille les autres membres du dortoir, il est en réalité le responsable de la tragédie du dortoir en transformant les cadets du dortoir en "Néo-Impurs". Lors de la tragédie d'Hiinatsuki, il a été conjuré par Rokuro et on le croyait mort jusqu'à ce qu'il réapparaisse deux ans plus tard. Il affrontera a plusieurs reprises les protagonistes par la suite.

#### Basara
Les Basara (婆娑羅（バサラ, Basara) sont des impurs qui, après avoir tué et absorbé les pouvoirs de nombreux Onmyôji, sont devenus plus évolués que les autres. Onze Basara ont été répertoriés sur l'île (avant l'ellipse[Quoi ?] de quatre ans) et un rang leur a été donné selon leur puissance, il est aussi dit que les Basara classés entre 1 et 9 ont au moins plus de cent ans. On sait aussi que, plus un Basara devient fort, plus son apparence se rapproche de celles des humains. À la différence des autres impurs ils peuvent utiliser des amulettes leur permettant d'activer des revêtements magiques semblables à ceux des Onmyôji. Contrairement aux impurs classiques le corps des Basara ne disparaît pas à la mort de ce dernier donnant un sentiment de meurtre au lieu d'un exorcisme.
Chinu (地怒, Chinu)
Basara de rang 1. On dit qu'elle a plus de mille ans. Ce Basara, à l'apparence de petite fille, est en fait le portrait craché d'Abe no Seimei, et semble être le premier "Impur" qui soit. Après avoir passé un long moment de son existence à tuer un nombre incalculable d'Onmyôji, elle n'est finalement plus du tout intéressée par l'absorption de pouvoirs magiques, elle semble plutôt intéressée par la culture humaine qui la passionne et se trouve, non sur l'île de Tsuchimikado, mais à Kyoto où elle fouille Magano à la recherche d'objets humains pour sa collection.
Sakanashi (無悪, Sakanashi)
Basara de rang 2. Il est le plus puissant Impur qui soit, Chinu mise à part à cause de sa nature amicale. Bien que très fort en combat singulier, il est aussi un fin manipulateur n'hésitant pas à sacrifier ses alliés et à les déplacer comme des pions. Son objectif est de se débarrasser définitivement des Onmyôji. Ses pouvoirs lui permettent de flotter dans les airs, de créer des portails et de contrôler un monstre amorphe rattaché à lui qui peut apparaître de n'importe où pour attaquer tout en dévorant littéralement l'espace et la matière. Il possède un dernier pouvoir se nommant "Unchain" le rendant d'un blanc éclatant et extrêmement puissant, il prétend que cette technique lui donne le contrôle de l'énergie Yang et de l'énergie Yin.
Gabura (加布羅, Gabura)
Basara de rang 3. Il y a quelques années, une expédition de haut niveau fut menée contre lui. Cette expédition était composé d'Onmyôji de haut rang et de quelques généraux célestes, dont le père de Sakura Sada, Tsubaki Sada. Gabura les extermina sans difficultés, et Tsubaki Sada demanda à Miku Zeze de protéger sa fille. Miku Zeze jura de le tuer avec sa fille. Malgré le rang préétabli par les Onmyôji, Gabura est bien plus puissant que ses compères moins bien classés, la différence est telle qu'il peut combattre Shimon et Tenma sans problème alors que Hijirimaru avait des difficultés avec Shimon et Rokuro. Ses pouvoirs semblent être, à première vue, une force colossale et des réflexes incroyablement rapides, mais il possède aussi une technique ressemblant beaucoup à celle de Rokuro où il envoie une vague d'énergie qu'il peut séparer en plusieurs fragments via des portails magiques.
Hijirimaru (聖丸, Hijirimaru)
Basara de rang 4. Il kidnappa Sayo afin de s'emparer des pouvoirs de Kuzunoha et combattit contre Rokuro, Benio et Shimon. Higano était son fidèle compagnon de route et son ami. Son pouvoir est basé sur la terre, il utilise des particules de poussière en suspension dans l'air de Magano pour créer des fils invisibles lui permettant de trancher tout ce qui l'entoure à distance.
Shiromi (銀鏡, Shiromi)
Basara de rang 5. Il est un vieil ami d'Hijirimaru et voue une haine profonde envers les Étoiles Jumelles. Il bégaie. Il tire ses pouvoirs de l'élément métal qui lui permet de changer l'apparence et la densité de son corps. Il affronte Rokuro et ses alliés et les blesse considérablement, les amenant aux portes de la mort.
Kaguya (赫夜, Kaguya)
Basara de rang 6. Elle est obsédée par sa beauté et croit que le meilleur cosmétique qui soit est la peau humaine fraîchement écorchée. Ses pouvoirs sont liées à l'eau et lui permettent de devenir intangible, excepté son noyau. Elle décide de partir à la recherche de Benio pour l'écorcher et utiliser sa peau comme cosmétique dans le but d'être encore plus aimée de son "chéri", un cadavre humain qu'elle balade dans une voiture qu'un faible Impur conduit. Elle semblait jalouser Benio, car elle n'aime pas les femmes plus belle qu'elle et elle envie le faite que les étoiles jumelles puissent être le seul couple impur/humain à pouvoir être ensemble. Elle est très grossière.
Gaja (臥蛇, Gaja)
Basara de rang 7. Malgré le fait que ce soit un impur et par conséquent un amas d'émotions négatives, il ne trouve aucun intérêt à se battre contre les Onmyôji, il dit lui-même qu'il déteste être contraint à se battre. Il aurait un passé commun avec Subaru Mitejima qui n'a pas encore été expliqué. Son pouvoir lui permet de contrôler la gravité dans une zone plus ou moins restreinte.
Shioji (四皇子, Shioji)
Basara de rang 8. Il a, la plupart du temps, une façon particulièrement unique de s'exprimer, ressemblant à un auteur écrivant un roman (par exemple : «"Notre victoire sera certaine si le leader des Onmyôji est abattu !" Dit Shioji.»). Son pouvoir consiste à prendre le contrôle des morts et en faire ses marionnettes ou à invoquer des créatures telles que des spectres.
Higano (氷鉋, Higano)
Basara de rang 9. Il combattit contre Rokuro, Benio, Shimon et Mayura afin d'offrir les pouvoirs de Kuzunoha à Hijirimaru. Ils étaient tous les deux tout le temps ensemble. Son pouvoir est basé sur l'élément foudre et il l'utilise notamment pour se déplacer très rapidement. Il collaborait avec Hijirimaru depuis très longtemps, des flashbacks nous montrent notamment leur rencontre lorsque Higano n'était encore qu'un très faible impur, Hijimaru le prit sous son aile et en fit son compagnon.
Yuzuriha (杠, Yuzuriha)
Basara de rang 10. Elle dit être masochiste. Elle a la capacité de détecter les pouvoirs magiques des Onmyôji et collabore avec Sakanashi en l'aidant à détecter les Onmyôji puissants, c'est elle qui indique la position de Benio à Kaguya pour que cette dernière la tue et c'est aussi elle qui annonça la mort d'Hijirimaru à Shiromi.
Kamui (神威, Kamui)
Voix japonaise : Yūki Ono
Basara de rang 11. C'est le meurtrier des parents de Benio et Yûto. Il aime les combats et le double choix donc il laisse souvent choisir ses adversaires en leur donnant des dilemmes et en leur laissant 10 secondes pour se décider. Il espère pouvoir se divertir en affrontant des êtres très puissants dont les Onmyôji des Étoiles Jumelles ou le Miko, leur futur enfant. Il aide Benio et Rokuro lorsque ces derniers affrontent une première fois Yûto. Lorsque Benio perd son pouvoir magique, il décide de l'aider à le retrouver, au cours de ce voyage il semble développer pour Benio une attirance qu'il ne comprend pas, l'assimilant à une malédiction d'origine humaine. Lors de son combat face à Kaguya, il obtient un grand pouvoir.
Suzu (珠洲, Suzu)
Voix japonaise : Yūki Wakai
Suzu a la forme d'une jeune femme a la peau foncée, elle a deux couettes de chaque côté de sa tête. Elle a les cheveux rose clairs et des rubans noirs qui lui servent à attacher ses couettes. Elle a un kimono japonais rouge qu'elle ne met pas entièrement. Elle a aussi une paire de bottes noires qui lui arrivent au niveau des genoux. Suzu aime la musique, elle est suivie par d'autres Impurs comme un groupe de rock. Elle peut rendre ses cheveux coupants grâce à une amulette. Suzu a apparemment tendance à passer de sa personnalité intelligente et philosophique à une personnalité flamboyante et hyper excité en évolution rapide, surtout quand elle trouve quelque chose ou quelqu'un qui pique son intérêt. Elle a aussi une grande curiosité envers les humains car elle affirme à Rokuro n'en avoir jamais vu auparavant et ne montre pas le désir typique des impurs d'abattre les humains pour le plaisir. Elle est également très perverse, elle a utilisé ses charmes féminins pour tenter de séduire Rokuro, bien que cela échoue et elle dit n'avoir jamais tué un seul humain pour atteindre sa forme de Basara dans le manga
Elle est l'une des nouveaux Basara à avoir été créée.
Yamato (山門, Yamato)
Voix japonaise : Kenn
Anime: Yamato a l'apparence d'un jeune homme, il porte des lunettes de soleil jaunes et violettes ainsi qu'une tenue violette qui vient avec une cape, qui couvre la majeure partie de son corps. Il porte des gants blancs et a des plumes sur le bout de ses manches ainsi que sur sa veste. Il a des cheveux bleu clair. Même s'il semble être fidèle à Kuranashi, il déclare qu'il sera prêt à gouverner même Kuranashi une fois qu'il aura absorbé le pouvoir des douze généraux célestes.
Manga: Il est l'un des nouveaux Basara à avoir été créé.
Chijiwa (千々石, Chijiwa)
Voix japonaise : Yoshitsugu Matsuoka
Chijiwa est l'un des deux jumeaux Basara. Il est l'exact opposé de Momochi en apparence. Ses cheveux sont principalement noirs avec une mèche blanche sur la gauche. Il porte un smoking noir (Queue-de-pie), un nœud papillon noir, une chemise rouge et blanche à l'intérieur et des chaussures noires. Son œil droit est de couleur dorée et son œil gauche est noir avec une pupille rouge. Il a une voix plus aigue que celle de Momochi. Son Kuji-kiri est révélé qu'il est sur son abdomen. Donc Momochi pourrait aussi l'avoir sur la même partie.
Il sourit a plupart du temps alors qu'en combat, il adopte une nature plus sérieuse. Malgré sa personnalité bizarre, il est toujours prêt à accepter les conseils de son frère jumeau. Les deux se comprennent parfaitement grâce à leur complicité. Ils ont affronté les étoiles jumelles.
Dans le manga il est l'un des nouveaux Basara à avoir été créé.
Momochi (百道, Momochi)
Voix japonaise : Yoshitsugu Matsuoka
Momochi est l'un des deux jumeaux Basara. Il est l'exact opposé de Chijiwa en apparence. Ses cheveux sont principalement blancs avec une mèche noire sur la droite. Il porte un smoking blanc (Queue-de-pie), un nœud papillon blanc, une chemise rouge et noire à l'intérieur et des chaussures blanches ; son œil droi  est noir avec une pupille rouge et son œil gauche est de couleur dorée. Il a une voix plus grave que celle de Chijiwa. Son Kuji-kiri pourrait être sur son abdomen comme Chijiwa bien que le sien ne soit pas révélé dans l'anime. Il fronce principalement les sourcils mais parfois il sourit quand il accepte ou fait de bonnes actions. Cependant, il est très fidèle à son frère jumeau car il apprécie toujours la générosité de Chijiwa et ils se comprennent tous les deux parfaitement. Il a également mis son frère hors de danger lorsqu'ils ont été frappés par la résonance des étoiles jumelles.
Dans le manga il est l'un des nouveaux Basara à avoir été créé.
Kuranashi (闇無, Kuranashi)
Voix japonaise : Kazuhiko Inoue
Anime: Il est le déclencheur des marques de dragon déversant un miasme dans tout le Japon. Kuranashi porte principalement des vêtements sombres avec de hautes bottes violettes atteignant ses genoux et des gants aux contours blancs et une longue cape noire. Il a de longs cheveux blancs jaunatres. Kuranashi est reconnu par son masque qui cache son visage. Il a la forme d'une tête de taureau, est principalement blanc et a des motifs violets. C'est un manipulateur. Il aime jouer avec la vie des gens et a une forte influence sur les autres Basaras. Son objectif est de devenir le roi de Magano et du monde réel en devenant l'utilisateur ultime des sorts. Tout au long, il veut que tous les camarades qui sont à ses côtés, sauf Moro, soient morts quand il régnera sur les deux mondes.
Moro (師)
Voix japonaise : Sayaka Ohara
Anime: Moro est la fidèle servante de Kuranashi et la responsable de la mort du père de Sakura Sada vingt ans auparavant (dans l'animé uniquement), jusqu'à ce qu'elle fasse enfin face à la justice contre Sakura elle-même et Miku Zeze. Moro a de longs cheveux bleu pâle ondulés qui lui arrivent à la taille. Elle a une mèche de cheveux qui couvrent son œil gauche et son œil droit est de couleur jaune/doré. Elle porte une robe blanche sans manche et un elle a ruban rouge attaché sur le côté gauche de sa poitrine. Sa robe est longue. Moro a le sens de la loyauté comme le montre Kuranashi et n'a aucune conscience envers ceux qu'elle tue. Elle aime les gens "délicieux" en préférant la quantité à la qualité.
Manga: Elle est l'une des nouveaux Basara à avoir été créée.
Kinasa (鬼 無 里, Kinasa)
Voix japonaise : Shouma Yamamoto
Anime: Kinasa a des cheveux longs, lisses et blancs, il a la peau foncée et porte un monocle sur l'œil gauche. Il porte une tenue de majordome rouge. Kinasa adore jouer à des jeux avec ses proie. Il a une personnalité de majordome, lié à son propre «savoir vivre». Il est aussi fort a distance qu'au corps à corps comme l'a affirmé Rokuro à Tenma Unomiya lors de son combat avec Benio.

## Manga
Twin Star Exorcists est prépublié depuis novembre 2013 dans le magazine mensuel Jump Square de l'éditeur Shūeisha. La fin est prévue pour septembre 2024.

### Twin Star Exorcists
| no | Japonais          | Japonais           | Français         | Français          |
| no | Date de sortie    | ISBN               | Date de sortie   | ISBN              |
| --- | ----------------- | ------------------ | ---------------- | ----------------- |
| 1 | 4 février 2014    | 978-4-08-880015-8  | 6 mai 2015       | 978-2-82032-048-3 |
| Personnages en couverture : Rokuro Enmadô et Benio AdashinoListe des chapitres : - Ch.1 : Rokuro et Benio (ろくろと紅緒, Rokuro to Benio) - Ch.2 : À la croisée des étoiles jumelles (双星交差, Sōsei Kōsa) - Ch.3 : Les Sons de Magano (禍野の音, Magano no Oto) - Hors-série.1 : Benio, la fille de Kyôto (京都の紅緒, Kyōto no Benio) |                   |                    |                  |                   |
| 2 | 4 juin 2014       | 978-4-08-880117-9  | 6 mai 2015       | 978-2-82032-049-0 |
| Personnages en couverture : Rokuro Enmadô, Benio Adashino et KamuiListe des chapitres : - Ch.4 : Qui c'est ?! (其は誰ぞ, So wa Dare zo) - Ch.5 : Ton courage, mon courage (君の勇気、私の勇気, Kimi no Yūki, Watashi no Yūki) - Ch.6 : Les Sentiments de Rokuro (ろくろの気持ち, Rokuro no Kimochi) - Ch.7 : Tragédies entrecroisés (交錯する悲劇, Kōsaku suru Higeki) |                   |                    |                  |                   |
| 3 | 3 octobre 2014    | 978-4-08-880203-9  | 26 août 2015     | 978-2-82032-170-1 |
| Personnages en couverture : Seigen Amakawa et Mayura OtomiListe des chapitres : - Ch.8 : Fragment maléfique (邪悪の片鱗, Jaaku no Henrin) - Ch.9 : En tant qu'onmyôji (陰陽師として, Onmyōji toshite) - Ch.10 : Maléfique (邪悪, Jaaku) - Ch.11 : Telle la naissance d'une nouvelle étoile (新たな星の生まるるが如く, Arata'na Hoshi no Umaruru ga Gotoku) |                   |                    |                  |                   |
| 4 | 5 janvier 2015    | 978-4-08-880294-7  | 11 novembre 2015 | 978-2-82032-225-8 |
| Personnages en couverture : Yûto IjikaListe des chapitres : - Ch.12 : La Première Bataille du couple (ある夫婦の初陣, Aru Fūfu no Uijin) - Ch.13 : La Sublimation des Étoiles Jumelles (双星昇華, Sōsei Shōka) - Ch 13.5 : Destruction (破, Ha) - Ch.14 : Mes crocs (私の牙, Watashi no Kiba) - Hors-série.2 : Hors-série : Benio se décarcasse (紅緒、奮闘, Benio, Funtō) |                   |                    |                  |                   |
| 5 | 1er mai 2015      | 978-4-08-880370-8  | 17 février 2016  | 978-2-82032-307-1 |
| Personnages en couverture : Rokuro EnmadôListe des chapitres : - Ch.15 : Instrumentaliste stellaire (星の奏者, Hoshi no Sōsha) - Ch.16 : Le jour où vint Rokuro (ろくろが来た日, Rokuro ga Kita Hi) - Ch.17 : Deux chemins, leurs chemins (ふたつの道, ふたりの道, Futatsu no Michi, Futari no Michi) - Ch.18 : La Suite du rêve (夢のつづき, Yume no Tsudzuki) |                   |                    |                  |                   |
| 6 | 4 septembre 2015  | 978-4-08-8-80473-6 | 11 mai 2016      | 978-2-82032-461-0 |
| Personnages en couverture : Shimon IkarugaListe des chapitres : - Ch.19 : La Fougue des étoiles (星々の躍動, Hoshiboshi no Yakudō) - Ch.20 : Le Champion du néant (虚空の覇者, Kokū no Hasha) - Ch.21 : Perfect Linker (Perfect Linker, Pāfekuto Linkā) - Hors-série.3 : Les Sept Transformations de Mayura (繭良、七変化, Mayura, Shichihenge) - Hors-série.4 : Rokuro en effervescence (ろくろ、沸騰, Rokuro, Futtō) - Hors-série.5 : La Cérémonie de succession de "Suzaku", l'un des Douze Généraux Célestes (十二天将 ”朱雀” 継承式典, Jūnitenshō "Suzaku" Keishō Shikiten) |                   |                    |                  |                   |
| 7 | 4 janvier 2016    | 978-4-08-880591-7  | 24 août 2016     | 978-2-82032-499-3 |
| Personnages en couverture : Rokuro Enmadô, Benio Adashino, Shimon Ikaruga et Mayura OtomiListe des chapitres : - Ch.22 : Coercition (呪縛, Jubaku) - Ch.23 : Un ciel sans entraves (呪縛無キ空, Jubaku naki Sora) - Ch.24 : Histoire d'une défaite (敗北の歴史, Haiboku no Rekishi) - Ch.25 : Turn Over (Turn Over, Tān Ōbā) |                   |                    |                  |                   |
| 8 | 4 avril 2016      | 978-4-08-880657-0  | 3 novembre 2016  | 978-2-82032-527-3 |
| Personnages en couverture : Rokuro Enmadô et Benio AdashinoListe des chapitres : - Ch.26 : Celui qui ne demande rien (求めざる者は, Motomezaru mono wa) - Ch.27 : Le Combat de Mayura (繭良の戦い, Mayura no Tatakai) - Ch.28 : Naissance ténébreuse (黒の産声, Kuro no Ubugoe) - Ch.29 : Le Rêve des rats d'égouts (溝鼠の夢, Dobunezumi no Yume) |                   |                    |                  |                   |
| 9 | 4 août 2016       | 978-4-08-880757-7  | 15 février 2017  | 978-2-82032-805-2 |
| Personnages en couverture : Shimon Ikaruga et Mayura OtomiListe des chapitres : - Ch.30 : L'Empiètement de Magano (禍野侵食, Magano Shinshoku) - Ch.31 : Ma peur (俺のコワイモノ, Ore no Kowaimono) - Ch.32 : Leur lendemain... (二人が進む明日…, Futari ga Susumu Ashita...) - Ch.33 : La Dissociation des étoiles jumelles (双星乖離, Sōsei Kairi) |                   |                    |                  |                   |
| 10 | 2 décembre 2016   | 978-4-08-880829-1  | 3 mai 2017       | 978-2-82032-842-7 |
| Personnages en couverture : Tenma UnomiyaListe des chapitres : - Ch.34 : L'Île aux étoiles (星集う島, Hoshi Tsudou Shima) - Ch.35 : La Ligne de front (最前線, Saizensen) - Ch.36 : Le Lieu du commencement, au-delà du mystère (はじまりの場所、幽玄の彼方, Hajimari no Basho, Yūgen no Kanata) - Ch.37 : Le Petit Géant d'Adashino (化野の小さな巨人, Adashino no Chiisa'na Kyojin) |                   |                    |                  |                   |
| 11 | 3 mars 2017       | 978-4-08-881030-0  | 23 août 2017     | 978-2-82032-890-8 |
| Personnages en couverture : Arima TsuchimikadoListe des chapitres : - Ch.38 : Un souhait odieux (醜き願い, Minikuki Negai) - Ch.39 : Succesion chez les Tsuchimikado (土御門の後継, Tsuchimikado no Kōkei) - Ch.40 : Trois Mois d'entraînement (それぞれの3か月, Sorezore no Sankagetsu) - Spécial 1 : La Récurrence des Étoiles Jumelles (双星回帰, Sōsei Kaiki) |                   |                    |                  |                   |
| 12 | 4 juillet 2017    | 978-4-08-881124-6  | 13 décembre 2017 | 978-2-82032-948-6 |
| Personnages en couverture : Kankurô MitosakaListe des chapitres : - Ch.41 : Combats au féminin ① (女の戦い①, On'na no Tatakai①) - Ch.42 : Combats au féminin ② (女の戦い②, On'na no Tatakai②) - Ch.43 : Idéaux, Rêves et Aspirations (理想と夢と憧れと, Risō to Yume to Akogare to) - Ch.44 : Combat acharné au château Hadarae ! (爆燃烈火の波達羅盈城!!, Bakunen Rekka no Hadarae-jō!!) |                   |                    |                  |                   |
| 13 | 2 novembre 2017   | 978-4-08-881167-3  | 4 avril 2018     | 978-2-82033-216-5 |
| Personnages en couverture : Rokuro Enmadô, Shimon Ikaruga, Tenma Unomiya, Kankurô Mitosaka et Kengo UjiiListe des chapitres : - Ch.45 : Bonjour, doc Kan ! (おかえり、勘ちゃん先生, Okaeri, Kanchan-sensei) - Ch.46 : Une énergie infinie (前へ進みつづける力, Mae e Susumi Tsudzukeru Chikara) - Ch.47 : Je ne m'appelle pas "le piaf" ! (俺の名前はトリ丸ではない, Ore no Namae wa Torimaru dewanai) - Ch.48 : Le Roi solitaire (孤独の王, Kodoku no Ō) |                   |                    |                  |                   |
| 14 | 2 mars 2018       | 978-4-08-881364-6  | 16 août 2018     | 978-2-82033-2-592 |
| Personnages en couverture : Benio Adashino, Kamui et ChinuListe des chapitres : - Ch.49 : La fête est finie (宴の終わり, Utage no Owari) - Ch.50 : Hack & Slash (Hack & Slash, Hakku Ando Surasshu) - Ch.51 : Benio et Kamui (紅緒と神威, Benio to Kamui) - Ch.52 : La Fille des enfers (少女の地獄, Shōjo no Jigoku) |                   |                    |                  |                   |
| 15 | 4 juin 2018       | 978-4-08-881498-8  | 28 novembre 2018 | 978-2-82033-302-5 |
| Personnages en couverture : KamuiListe des chapitres : - Ch.53 : Kamui et Benio (神威と紅緒, Kamui to Benio) - Ch.54 : Déclaration (君に伝えたいこと, Kimi ni Tsutaetai koto) - Ch.55 : Le Couvercle de l'enfer (地獄の蓋, Jigoku no Futa) - Ch.56 : Sourire de désespoir (絶望は微笑みと共に, Zetsubō wa Hohoemi to Tomo ni) |                   |                    |                  |                   |
| 16 | 4 septembre 2018  | 978-4-08-881573-2  | 17 avril 2019    | 978-2-82033-544-9 |
| Personnages en couverture : Shizuru IoroiListe des chapitres : - Ch.57 : Le Chant du cygne des Ioroi (五百蔵散華, Ioroi Sange) - Ch.58 : Le Rêve éphémère d'une poupée (儚いお人形の夢, Hakanai O-ningyo no Yume) - Ch.59 : Promesse renouvelée (もう一度約束を, Mou ichido Yakusoku o) - Ch.60 : Bonne nuit, maman (おやすみなさい、おかあさん, Oyasuminasai, Okāsan) |                   |                    |                  |                   |
| 17 | 4 décembre 2018   | 978-4-08-881673-9  | 21 août 2019     | 978-2-82033-572-2 |
| Personnages en couverture : Gabura, Hijirimaru, Higano, Kaguya, Yuzuriha, Sakanashi, Kamui, Shiromi, Shioji, Gaja et ChinuListe des chapitres : - Ch.61 : Les Enmadô contre Shi shi-shi Shiromi (焔魔堂家VSしししし銀鏡, Enmadō-ke tai Shi-shi-shi-shi-Shiromi) - Ch.62 : Le leader des onmyôji se déchaîne ! (獅子奮迅、陰陽頭！, Shishi funjin, Onmyōnokami!) - Ch.63 : Pourquoi combattre, pourquoi mourir (戦う理由、死ぬ理由, Tatakau riyū, Shinu riyū) - Ch.64 : Le Parallélisme absolu de l'existence et du néant (絶対平行線上の有無, Zettai heikō senjō no umu)         |                   |                    |                  |                   |
| 18 | 4 mars 2019       | 978-4-08-881767-5  | 27 novembre 2019 | 978-2-82033-602-6 |
| Personnages en couverture : Arimori Tsuchimikado et Arima TsuchimikadoListe des chapitres : - Ch.65 : La Fin de Calecif-man le pervers (変態パンツ男の最期, Hentai pantsu otoko no saigo) - Ch.66 : Mon père (僕のお父さん, Boku no otō-san) - Ch.67 : Pour ton futur (君の未来のために, Kimi no mirai no tame ni) - Ch.68 : Bon ! Voyons voir qui est le plus fort d'entre nous ! (よーし！じゃあこの中で誰が一番強いか勝負だ！！, Yōshi! Jaa kono naka de dare ga ichiban tsuyoi ka shōbu da!!)                                                                                |                   |                    |                  |                   |
| 19 | 4 juillet 2019    | 978-4-08-881890-0  | 27 mai 2020      | 978-2-82033-800-6 |
| Personnages en couverture : Rokuro Enmadô, Benio Adashino, Tenma Unomiya et Yûto IjikaListe des chapitres : - Ch.69 : Une autre résonance (もう一つのレゾナンス, Mō hitotsu no rezonansu) - Ch.70 : Tenma (天馬, Tenma) - Ch.71 : Yûto (悠斗, Yūto) - Ch.72 : Les Onmyôji des étoiles jumelles (双星の陰陽師, Sōsei no Onmyōji) |                   |                    |                  |                   |
| 20 | 4 décembre 2019   | 978-4-08-882114-6  | 26 août 2020     | 978-2-82033-833-4 |
| Personnages en couverture : Rokuro Enmadô et Benio AdashinoListe des chapitres : - Ch.73 : Abruti de frangin (馬鹿兄貴, Baka aniki) - Ch.74 : La Fin de la menace (破軍、終熄, Hagun, Shūsoku) - Ch.75 : Les Liens du sang (血の轍, Chi no wadachi) - Ch.76 : "Comme d'habitude", pour toujours (いつまでも“いつも通り”で, Itsu made mo "itsumodōri" de) |                   |                    |                  |                   |
| 21 | 4 mars 2020       | 978-4-08-882232-7  | 9 décembre 2020  | 978-2-82033-870-9 |
| Personnages en couverture : Rokuro Enmadô et Benio AdashinoListe des chapitres : - Ch.77 : L'Harmonie des Étoiles Jumelles (双星純熟, Sōsei Junjuku) - Ch.78 : L'Infidélité présumée de Rokuro Enmadô (焔魔堂ろくろ浮気疑惑, Enmadō Rokuro uwaki giwaku) - Ch.79 : Le Retour de la tempête d'amour (恋の嵐、再び, Koi no arashi, futatabi) - Spécial 2 : L'Étoile filante (〜よばひぼし〜, Yobahiboshi) |                   |                    |                  |                   |
| 22 | 3 juillet 2020    | 978-4-08-882320-1  | 14 avril 2021    | 978-2-82034-075-7 |
| Personnages en couverture : Âme de TaiyangListe des chapitres : - Ch.80 : La Fine Fleur se rassemble (強者の集い, Kyōja no tsudoi) - Ch.81 : Pour ceux qui nous sont chers (ou ce qui nous est cher) (大切な者（または物）のために, Taisetsu na mono (mata wa mono) no tame ni) - Ch.82 : Une des composantes du dénouement (終局の因子, Shūkyoku no inshi) - Hors-série.6 : Les étoiles jumelles rentrent au bercail (双星帰郷, Sōsei kikyō) |                   |                    |                  |                   |
| 23 | 2 novembre 2020   | 978-4-08-882439-0  | 18 août 2021     | 978-2-82034-256-0 |
| Personnages en couverture : Rokuro Enmadô, Benio Enmadô et Yûto IjikaListe des chapitres : - Ch.83 : Retrouvailles (再会, Saikai) - Ch.84 : La Boîte contenant haine, calamité et fraternité (憎悪と災厄と友愛の匣, Zōo to saiyaku to yūai no hako) - Ch.85 : L'Affinité des étoiles jumelles (双星契合, Sōsei keigō) - Ch.86 : L'Amour à l'épreuve (愛の関門、恋の師事, Ai no kanmon, koi no shiji) |                   |                    |                  |                   |
| 24 | 4 mars 2021       | 978-4-08-882587-8  | 8 décembre 2021  | 978-2-82034-223-2 |
| Personnages en couverture : Gabura, Kamui, Sutara, Atago, Moro, Gurusu, Beru, Yamato, Nejime, Momochi et ChijiwaListe des chapitres : - Ch.87 : Tsuchimikado en proie au danger (暗影蠢く土御門, An'ei Ugomeku Tsuchimikado) - Ch.88 : Massacre insulaire (虐殺の島, Gyakusatsu no Shima) - Ch.89 : La Ligne de front destructrice (滅びの最前線, Horobi no Saizensen) - Ch.90 : We're not gonna take it ! (We're Not Gonna Take it!, Uiā Notto Gona Teiku Itto) |                   |                    |                  |                   |
| 25 | 2 juillet 2021    | 978-4-08-882722-3  | 6 avril 2022     | 978-2-82034-353-6 |
| Personnages en couverture : Hibari Zeze, Tsukumo Zeze, Shizuru Ioroi, Sakura Sada, Subaru Mitejima, Arata Inanaki, Mayura Amawaka, Cordelia Kasukami, Kankurô Mitosaka, Kengo Ujii, Tatara et Tenma UnomiyaListe des chapitres : - Ch.91 : L'Île courroucée (怒れる島, Ikareru Shima) - Ch.92 : La Princesse mécanique (絡繰の姫, Karaku no Hime) - Ch.93 : Le Prince mimétique (擬態王子, Gitai Ōji) - Ch.94 : Les Festivals de la régalade (どんじゃかぐちゃぐちゃはらいっぱいまつり, Donjaka Gucha-gucha Hara Ippai Matsuri)                                                  |                   |                    |                  |                   |
| 26 | 4 novembre 2021   | 978-4-08-882829-9  | 24 août 2022     | 978-2-82034-387-1 |
| Personnages en couverture : Benio EnmadôListe des chapitres : - Ch.95 : 戦禍のヒロイン (Senka no Hiroin) - Ch.96 : 加布羅、融解 (Gabura, Yūkai) - Ch.97 : 地鳴り (Jinari) - Ch.98 : 世界一悲しい幸せをあなたに願う (Sekai-ichi Kanashii Shiawase wo Anata ni Negau) |                   |                    |                  |                   |
| 27 | 4 février 2022    | 978-4-08-883024-7  | 7 décembre 2022  | 978-2-82034-409-0 |
| Personnages en couverture : Rokuro EnmadôListe des chapitres : - Ch.99 : 斜陽 (Shayō) - Ch.100 : 焔 (Homura) - Ch.101 : ぶらり禍野訪問記 (Burari Magano Hōmonki) - Ch.102 : 無能の谷 (Munō no Tani) |                   |                    |                  |                   |
| 28 | 3 juin 2022       | 978-4-08-883130-5  | 19 avril 2023    | 978-2-82034-607-0 |
| Liste des chapitres : - Ch.103 : 生命 (Inochi) - Ch.104 : セイメイの模倣 (Seimei no Mohō) - Ch.105 : 塵屑の憂い (Gomikuzu no Urei) - Ch.106 : まん中くらいが丁度いい (Man'naka Kurai ga Chōdo ī) |                   |                    |                  |                   |
| 29 | 2 septembre 2022  | 978-4-08-883235-7  | 16 août 2023     | 978-2-82034-634-6 |
| Liste des chapitres : - Ch.107 : わたしのだいきらいなわたし (Watashi no Daikirai na Watashi) - Ch.108 : ピースサイン (Pīsu Sain) - Ch.109 : 最後の宴 (Saigo no Utage) - Ch.110 : 地獄に咲く花 (Jigoku ni Saku Hana) |                   |                    |                  |                   |
| 30 | 4 janvier 2023    | 978-4-08-883343-9  | 6 décembre 2023  | 978-2-82034-656-8 |
| Liste des chapitres : - Ch.111 : 幸せな結末 (Shiawase na Ketsumatsu) - Ch.112 : 罪 (Tsumi) - Ch.113 : 天翔ける夫婦喧嘩 (Amakakeru Fūfu Kenka) - Ch.114 : 罰 (Batsu) |                   |                    |                  |                   |
| 31 | 2 mai 2023        | 978-4-08-883495-5  | 10 avril 2024    | 978-2-82035-021-3 |
| Liste des chapitres : - Ch.115 : 魂喚 (Tamashī Shōkan) - Ch.116 : もっとも醜い死をあなたに (Mottomo Minikui Shi o Anata ni) - Ch.117 : 命の計り方 (Inochi no Hakarikata) - Ch.118 : 加布羅・昇天 (Gabura Shōten) |                   |                    |                  |                   |
| 32 | 4 septembre 2023  | 978-4-08-883638-6  | 14 août 2024     | 978-2-82034-862-3 |
| Liste des chapitres : - Ch.119 : 託される者、託す者 (Takusareru Mono, Takusu Mono) - Ch.120 : 宿怨の連鎖 (Shukuen no Rensa) - Ch.121 : 感想と考察 (Kansō to Kōsatsu) - Ch.122 : たった一滴の“正” (Tatta Itteki no “Tadashi”) |                   |                    |                  |                   |
| 33 | 2 février 2024    | 978-4-08-883777-2  |                  |                   |
| Liste des chapitres : - Ch.123 : 泣き虫ありすの大冒険 (Nakimushi Arisu no Daibōken) - Ch.124 : ボロ雑巾の矜持 (Boro Zōkin no Puraido) - Ch.125 : 闇を雪ぐ (Yami o Sosogu) - Ch.126 : あの日それが愛だと気づいていれば (Ano ni Sore ga Aida to Kidzuite Ireba) |                   |                    |                  |                   |
| 34 | 4 juillet 2024    | 978-4-08-884045-1  |                  |                   |
| Liste des chapitres : - Ch.127 : んん！？ (Nn!?) - Ch.128 : 甘い呪い (Amai Noroi) - Ch.129 : 光る禍野のまん中で (Hikaru Magano no no Man'naka de) - Ch.130 : 標なき未来 (Hyō Naki Mirai) |                   |                    |                  |                   |
| 35 | 1er novembre 2024 | 978-4-08-884219-6  |                  |                   |
| Liste des chapitres : - Ch.131 : まっ白な闇を祓う (Masshirona Yami o Harau) - Ch.132 : 彼方からの悲鳴 (Kanata Kara no Himei) - Ch.133 : あたたかい風 (Atatakai Kaze) - Ch.134 : 加布羅、昇天 (Kabura Shōten) |                   |                    |                  |                   |

### Twin Star Exorcists: Tenen Jakko
| no | Japonais        | Japonais          |
| no | Date de sortie  | ISBN              |
| --- | --------------- | ----------------- |
| 1 | 4 décembre 2018 | 978-4-08-881676-0 |
| Personnages en couverture : Seigen Amawaka et Yukari OtomiListe des chapitres : - Prlg : Introduction (序章, Joshō) - Ch.1 : Le Tigre teinté de sang (血染めの虎, Chizome no tora) - Ch.2 : Le Début de la famille (家族のはじめ, Kazoku no hajime) - Ch.3 : Le Mensonge sous la lune (月下の嘘, Gekka no uso) - Ch.4 : Une erreur pour vous (過ちを君に, Ayamachi wo kimi ni) - Ch.5 : Merci beaucoup, M. Seigen ! (清弦さん、ありがとうございました, Seigen-san, arigatō gozaimashita) - Ch.6 : Ma loi (俺の掟, Ore no okite) - Ch.7 : Faire tourner le cocon (繭を紡ぐ, Mayu wo tsumugu) |                 |                   |

### Twin Star Exorcists: SD Ritsuryō
| no | Japonais       | Japonais          |
| no | Date de sortie | ISBN              |
| --- | -------------- | ----------------- |
| 1 | 3 mars 2017    | 978-4-08-881032-4 |
| Personnages en couverture : Rokuro Enmadô, Benio Adashino et Shimon IkarugaListe des chapitres : - 4koma : Le Théâtre en 4 cases① (４コマ劇場①, 4koma gekijō①) - 4koma : Le Théâtre en 4 cases② (４コマ劇場②, 4koma gekijō②) - 4koma : Le Théâtre en 4 cases③ (４コマ劇場③, 4koma gekijō③) - 4koma : Le Théâtre en 4 cases④ (４コマ劇場④, 4koma gekijō④) - 4koma : Le Théâtre en 4 cases⑤ (４コマ劇場⑤, 4koma gekijō⑤) - 4koma : Le Théâtre en 4 cases⑥ (４コマ劇場⑥, 4koma gekijō⑥) - 4koma : Le Théâtre en 4 cases⑦ (４コマ劇場⑦, 4koma gekijō⑦) - 4koma : Le Théâtre en 4 cases⑧ (４コマ劇場⑧, 4koma gekijō⑧) - Hors-série : Extra (番外編, Bangaihen) - Ch.1 : Vous avez 10 secondes pour me répondre... (10秒以内に答えろし…, 10-byō inai ni kotaeroshi...) - Ch.2 : Une épreuve de force pour l'héroïne !☆ (ヒロイン対決を決行しまーす☆, Hiroin taiketsu wo kekkō shimasu☆) - Ch.3 : Cher Roku♡ (親愛なる ろくへ♡, Shin'ai naru Roku e♡) - Ch.4 : Je suis Mayura (toi) et je suis Shimon (toi)...!! (俺が繭良で私が土門…!!, Ore ga omae de watashi ga anata...!!) - Ch.5 : Calecif-man le pervers!!! (変態パンツ男!!!, Hentai pantsu otoko!!!) - Ch.6 : Chou-tarô...!! (キャベツ太郎…!!, Kyabetsu-tarō...!!) |                |                   |

## Anime
L'adaptation en anime est annoncée dans le magazine Jump Square publié le 4 décembre 2015. Il est important de noter que la narration de l'anime s'éloigne de celle du manga papier. L'anime a été diffusé sur TV Tokyo du 6 avril 2016 au 29 mars 2017 et a été produit par le studio Pierot.

### Liste des épisodes
| No                      | Titre français                                                             | Titre japonais                                         | Titre japonais                                            | Date de 1re diffusion |
| No                      | Titre français                                                             | Kanji                                                  | Rōmaji                                                    | Date de 1re diffusion |
| ----------------------- | -------------------------------------------------------------------------- | ------------------------------------------------------ | --------------------------------------------------------- | --------------------- |
| 1                       | Les Deux Êtres de la destinée - BOY MEETS GIRL                             | 運命の二人 BOY MEETS GIRL                              | Unmei no futari BOY MEETS GIRL                            | 6 avril 2016          |
| 2                       | Le Croisement des étoiles jumelles - A FATEFUL FIGHT                       | 双星交差 A FATEFUL FIGHT                               | Sōsei kōsa A FATEFUL FIGHT                                | 13 avril 2016         |
| 3                       | Rencontre manquée - A HERO’S WORTH                                         | すれ違い A HERO’S WORTH                                | Surechigai A HERO’S WORTH                                 | 20 avril 2016         |
| 4                       | Les Sons de Magano - BOTHERSOME TWOSOME                                    | 禍野の音 BOTHERSOME TWOSOME                            | Magano no oto BOTHERSOME TWOSOME                          | 27 avril 2016         |
| 5                       | Suzaku des douze généraux célestes - THE GUARDIAN SHIMON                   | 十二天将 朱雀 THE GUARDIAN SHIMON                      | Jūnitenshō Suzaku THE GUARDIAN SHIMON                     | 4 mai 2016            |
| 6                       | Benio et Mayura - GIRL’ S PARTY                                            | 紅緒と繭良 GIRL’ S PARTY                               | Benio to Mayura GIRL’ S PARTY                             | 11 mai 2016           |
| 7                       | Une nouvelle épreuve - UNBELIEVABLE GAME                                   | 新たなる試練 UNBELIEVABLE GAME                         | Aratanaru shiren UNBELIEVABLE GAME                        | 18 mai 2016           |
| 8                       | Les Sentiments de Rokuro - SHOCKING CONFESSION                             | ろくろの気持ち SHOCKING CONFESSION                     | Rokuro no kimochi SHOCKING CONFESSION                     | 25 mai 2016           |
| 9                       | Drames entremêlés - TRAGEDY COME WITH SMILE                                | 交錯する悲劇 TRAGEDY COME WITH SMILE                   | Kōsaku suru higeki TRAGEDY COME WITH SMILE                | 1er juin 2016         |
| 10                      | L'Entraînement de Subaru - THE BEWITCHING GUARDIAN                         | すばるの修行 THE BEWITCHING GUARDIAN                   | Subaru no shugyō THE BEWITCHING GUARDIAN                  | 8 juin 2016           |
| 11                      | Au boulot, jeunes mariés ! - FANTASTIC MOMENTS                             | 新婚さんおきばりやす FANTASTIC MOMENTS                 | Shinkon-san o kibariyasu FANTASTIC MOMENTS                | 15 juin 2016          |
| 12                      | Fous-moi la paix - BASARA BOY KAMUI                                        | 勘弁しろし BASARA BOY KAMUI                            | Kanben shiroshi BASARA BOY KAMUI                          | 22 juin 2016          |
| 13                      | Ton courage, mon courage - ZERO MILLIMETERS APART                          | 君の勇気、私の勇気 ZERO MILLIMETERS APART              | Kimi no yūki, watashi no yūki ZERO MILLIMETERS APART      | 6 juillet 2016        |
| 14                      | Yukata, Étoiles et Souhaits - TANABATA SPECIAL                             | 浴衣と星と願い事 TANABATA SPECIAL                      | Yukata to hoshi to negaigoto TANABATA SPECIAL             | 13 juillet 2016       |
| 15                      | Adieu solitaire - THE AWAKENING OF LOVE                                    | ひとりぼっちにさようなら THE AWAKENING OF LOVE         | Hitori botchi ni sayōnara THE AWAKENING OF LOVE           | 20 juillet 2016       |
| 16                      | En tant qu'Onmyôji - SALVATION THEN WAILING                                | 陰陽師として SALVATION THEN WAILING                    | Onmyōji toshite SALVATION THEN WAILING                    | 27 juillet 2016       |
| 17                      | Le sceau rouge hérité du maître - NEW TALISMAN FROM MASTER                 | 師がくれた赤い証 NEW TALISMAN FROM MASTER              | Shi ga kureta akai akashi NEW TALISMAN FROM MASTER        | 3 août 2016           |
| 18                      | La Veille de la bataille finale - TRIUMPH OVER FEAR                        | 決戦前夜 TRIUMPH OVER FEAR                             | Kessen zen'ya TRIUMPH OVER FEAR                           | 10 août 2016          |
| 19                      | Péchés et Souillures - THE 10 SECONDS DECISION                             | 罪もけがれも THE 10 SECONDS DECISION                   | Tsumi mo kegare mo THE 10 SECONDS DECISION                | 17 août 2016          |
| 20                      | Leur chemin - TO THE FUTURE WITH US TWO                                    | ふたりの道 TO THE FUTURE WITH US TWO                   | Futari no michi TO THE FUTURE WITH US TWO                 | 24 août 2016          |
| 21                      | La Renaissance des étoiles jumelles - SWEETIE FAIRY                        | 双星新生 SWEETIE FAIRY                                 | Sōsei shinsei SWEETIE FAIRY                               | 31 août 2016          |
| début de l'arc original |                                                                            |                                                        |                                                           |                       |
| 22                      | C'est un impur - PHILOSOPHICAL FILTHY SERAPHIM                             | ケガれてんじゃ～ん PHILOSOPHICAL FILTHY SERAPHIM       | Kegare tenjan PHILOSOPHICAL FILTHY SERAPHIM               | 7 septembre 2016      |
| 23                      | Ô, étoiles jumelles, vers l'ouest ! - HARD TO BE MOTHER                    | 双星 西へ HARD TO BE MOTHER                            | Sōsei nishi e HARD TO BE MOTHER                           | 14 septembre 2016     |
| 24                      | Le Rêve de l'impur - WHAT IS BEAUTIFULL?                                   | ケガレの見た夢 WHAT IS BEAUTIFULL?                     | Kegare no mita yume WHAT IS BEAUTIFULL?                   | 21 septembre 2016     |
| 25                      | Ciel, Origine, Vide, Ego - COME BACK! SOUTHPAW                             | 天・元・空・我 COME BACK! SOUTHPAW                     | Ten gen kū gan COME BACK! SOUTHPAW                        | 28 septembre 2016     |
| 26                      | Étoiles jumelles VS Jumeaux - BASARA TWINS' STRINGS                        | 双星VS双生 BASARA TWINS' STRINGS                       | Sōsei VS Sōsei BASARA TWINS' STRINGS                      | 5 octobre 2016        |
| 27                      | La Mystérieuse Mayura - MAYURA'S SECRET LESSON                             | ひみつの繭良ちゃん MAYURA'S SECRET LESSON              | Himitsu no Mayura-chan MAYURA'S SECRET LESSON             | 12 octobre 2016       |
| 28                      | Tenma Unomiya - TRANSCENDENCE                                              | 鸕宮天馬 TRANSCENDENCE                                 | Unomiya Tenma TRANSCENDENCE                               | 19 octobre 2016       |
| 29                      | Promesse avec Sae - MISSING EXORCIST MASTER                                | さえとの約束 MISSING EXORCIST MASTER                   | Sae to yakusoku MISSING EXORCIST MASTER                   | 26 octobre 2016       |
| 30                      | Sourire éternel - LOVELY SMILE FOREVER                                     | いつまでも笑顔で LOVELY SMILE FOREVER                  | Itsumademo egao de LOVELY SMILE FOREVER                   | 2 novembre 2016       |
| 31                      | Je suis à vos côtés - WAI WA KINAKO YA !                                   | そばにいるから WAI WA KINAKO YA !                      | Soba ni iru kara WAI WA KINAKO YA !                       | 9 novembre 2016       |
| 32                      | En plein chaos - SEEKING THE PAST, SEEKING THE FUTURE                      | 混沌の中に SEEKING THE PAST, SEEKING THE FUTURE        | Konton no naka ni SEEKING THE PAST, SEEKING THE FUTURE    | 16 novembre 2016      |
| 33                      | La Dette de Moro - I WANT YOU TO EAT ME                                    | (師(もろ)の恩返し I WANT YOU TO EAT ME                 | Shi (moro) no ongaeshi I WANT YOU TO EAT ME               | 23 novembre 2016      |
| 34                      | On est pas la meilleure équipe ! MORA vs MIKU & SAKURA                     | 名コンビじゃねぇ！ WACHI vs WASHI＆WATASHI             | Mei konbi jane~e! WACHI vs WASHI＆WATASHI                 | 30 novembre 2016      |
| 35                      | Le Marionnettiste de la vengeance - I AM NOT ALONE                         | 復讐の傀儡師 I AM NOT ALONE                            | Fukushū no Urabe-shi I AM NOT ALONE                       | 7 décembre 2016       |
| 36                      | Ce qui doit être protégé - WHAT IS REALLY IMPORTANT                        | 守るべきもの WHAT IS REALLY IMPORTANT                  | Mamorubekimono WHAT IS REALLY IMPORTANT                   | 14 décembre 2016      |
| 37                      | La ville de l'amour se soulève - TELL ME HONEST FEELINGS                   | 恋の町 舞い上がる TELL ME HONEST FEELINGS              | Koi no machi maiagaru TELL ME HONEST FEELINGS             | 21 décembre 2016      |
| 38                      | Un jour funeste au quartier Narukami - NO WAY TO RUN, NO PLACE TO HIDE     | 鳴神町最凶の日 NO WAY TO RUN, NO PLACE TO HIDE         | Narugami-chō saikyō no hi NO WAY TO RUN, NO PLACE TO HIDE | 4 janvier 2017        |
| 39                      | Le Tendre Animal totem - DAUGHTER'S FIGHT! FATHER'S DELIGHT                | 慈愛の霊獣 DAUGHTER'S FIGHT! FATHER'S DELIGHT          | Jiai no reijū DAUGHTER'S FIGHT! FATHER'S DELIGHT          | 11 janvier 2017       |
| 40                      | Les étoiles jumelles tressaillent - FINALLY THEY KISSED?                   | 双星ときめく FINALLY THEY KISSED?                      | Sōsei tokimeku FINALLY THEY KISSED?                       | 18 janvier 2017       |
| 41                      | La Chute des douze généraux célestes - HAVE A NICE NIGHTMARE, 12 GUARDIANS | Jūni Tenshō, Otsu! HAVE A NICE NIGHTMARE, 12 GUARDIANS | 十二天将、堕つ！ HAVE A NICE NIGHTMARE, 12 GUARDIANS      | 25 janvier 2017       |
| 42                      | Mon foyer est Magano - SAY IT AIN'T SO, ROKURO!                            | 故郷は禍野 SAY IT AIN'T SO, ROKURO!                    | Furusato wa wazawai no SAY IT AIN'T SO, ROKURO!           | 1er février 2017      |
| 43                      | le Rêve millénaire - MELANCHOLIC MISANTHROPE                               | 千年の夢 MELANCHOLIC MISANTHROPE                       | Chitose no yume MELANCHOLIC MISANTHROPE                   | 8 février 2017        |
| 44                      | Un amour lointain - FAREWELL, MY PRECIOUS                                  | 愛すれど遠く FAREWELL, MY PRECIOUS                     | Aisure tōku FAREWELL, MY PRECIOUS                         | 15 février 2017       |
| 45                      | Le Duo solitaire - LONELY TWIN EXORCIST                                    | ひとりきりの二人 LONELY TWIN EXORCIST                  | Hitori kiri no futari LONELY TWIN EXORCIST                | 22 février 2017       |
| 46                      | Yûto - DESTINY                                                             | 悠斗 DESTINY                                           | Yūto DESTINY                                              | 1er mars 2017         |
| 47                      | Benio - POSITIVE                                                           | 紅緒 POSITIVE                                          | Benio POSITIVE                                            | 8 mars 2017           |
| 48                      | Solidarité - SOLIDARITY                                                    | 団結 SOLIDARITY                                        | Danketsu SOLIDARITY                                       | 15 mars 2017          |
| 49                      | Résurrection - RESTORATION                                                 | 復活 RESTORATION                                       | Fukkatsu RESTORATION                                      | 22 mars 2017          |
| 50                      | Étoiles jumelles - TWINS                                                   | 双星 TWINS                                             | Sōsei TWINS                                               | 29 mars 2017          |

### Édition japonaise
Shūeisha
1. 1 2  Tome 1
2. 1 2  Tome 2
3. 1 2  Tome 3
4. 1 2  Tome 4
5. 1 2  Tome 5
6. 1 2  Tome 6
7. 1 2  Tome 7
8. 1 2  Tome 8
9. 1 2  Tome 9
10. 1 2  Tome 10
11. 1 2  Tome 11
12. 1 2  Tome 12
13. 1 2  Tome 13
14. 1 2  Tome 14
15. 1 2  Tome 15
16. 1 2  Tome 16
17. 1 2  Tome 17
18. 1 2  Tome 18
19. 1 2  Tome 19
20. 1 2  Tome 20
21. 1 2  Tome 21
22. 1 2  Tome 22
23. 1 2  Tome 23
24. 1 2  Tome 24
25. 1 2  Tome 25
26. 1 2  Tome 26
27. 1 2  Tome 27
28. 1 2  Tome 28
29. 1 2  Tome 29
30. 1 2  Tome 30
31. 1 2  Tome 31
32. 1 2  Tome 32
33. 1 2  Tome 33
34. 1 2  Tome 34
35. 1 2  Tome 35
36. 1 2  Tenen Jakko
37. 1 2  SD

### Édition française
Kazé
1. 1 2  Tome 1
2. 1 2  Tome 2
3. 1 2  Tome 3
4. 1 2  Tome 4
5. 1 2  Tome 5
6. 1 2  Tome 6
7. 1 2  Tome 7
8. 1 2  Tome 8
9. 1 2  Tome 9
10. 1 2  Tome 10
11. 1 2  Tome 11
12. 1 2  Tome 12
13. 1 2  Tome 13
14. 1 2  Tome 14
15. 1 2  Tome 15
16. 1 2  Tome 16
17. 1 2  Tome 17
18. 1 2  Tome 18
19. 1 2  Tome 19
20. 1 2  Tome 20
21. 1 2  Tome 21
22. 1 2  Tome 22
23. 1 2  Tome 23
24. 1 2  Tome 24
25. 1 2  Tome 25
26. 1 2  Tome 26
27. 1 2  Tome 27
28. 1 2  Tome 28
29. 1 2  Tome 29
30. 1 2  Tome 30
31. 1 2  Tome 31
32. 1 2  Tome 32